# Ana Tereza Basilio
Ana Tereza Basílio (nasceu 19 de outubro de 1967) é uma advogada e jurista brasileira. Foi juíza substituta do Tribunal Regional Eleitoral do Rio de Janeiro, nomeada pelo Presidente Luiz Inácio Lula da Silva em 2010, e em 2013 pela presidente da república Dilma Rousseff.

## Formação Acadêmica
Ana Basílio é bacharel em direito pela Universidade Cândido Mendes, no Rio de Janeiro e pós-graduada em direito norte-americano pela Universidade de Wisconsin, em Wisconsin.

## Carreira
Em 1990, iniciou sua carreira como advogada, atuando em escritório de advocacia no Brasil. Foi sócia internacional do Baker & McKenzie. De 2006 a 2008 foi sócia no escritório Andrade & Fichtner Advogados e em 2009 abriu com mais quatro sócios o escritório de advocacia Basílio Advogados.
Entre os anos de 2011 a 2013, foi diretora da Escola Judiciária Eleitoral, no Rio de Janeiro, vinculada à Presidência do Tribunal Regional Eleitoral. Sendo responsável pelas novas diretrizes da instituição de formar, atualizar e especializar magistrados, membros do Ministério Público Eleitoral, servidores do Tribunal Regional Eleitoral do Rio de Janeiro (TRE-RJ).
Em 2013, foi eleita pela Chambers e Partners como uma das referências em arbitragem na América Latina, e eleita advogada do ano pela Global Awards 2012, nas áreas de contencioso civil e empresarial.
Em 2012 foi nomeada Presidente da Comissão de Direito Eleitoral do Instituto dos Advogados do Brasil (IAB).
Participa de organização humanitária como Associada do Rotary Club do Rio de Janeiro desde 2020. 
Em 2024 foi eleita como a primeira mulher a presidir a Seccional Rio de Janeiro da Ordem dos Advogados do Brasil para o período 2025-2027. 

## Tribunal Regional Eleitoral
Em 2010, o presidente da república Luiz Inácio Lula da Silva nomeou Ana Tereza Basílio ao cargo de juíza substituta do Tribunal Regional Eleitoral do Estado do Rio de Janeiro (TRE-RJ).
Em 2013, a presidente da república Dilma Rousseff reconduziu Ana Tereza Basílio ao cargo de juíza substituta do Tribunal Regional Eleitoral do Estado do Rio de Janeiro.